# مک‌کویینی (تگزاس)
مک‌کویینی (به انگلیسی: McQueeney) یک منطقهٔ مسکونی در ایالات متحده آمریکا است که در شهرستان گودالوپ، تگزاس واقع شده‌است. مک‌کویینی ۱۱٫۸ کیلومتر مربع مساحت و ۲٬۵۴۵ نفر جمعیت دارد و ۱۶۷ متر بالاتر از سطح دریا واقع شده‌است.